# Махмудкент
Махмудкент — упразднённое село в Магарамкентском районе Дагестана. На момент упразднения входило в состав Целягюнского сельсовета. Упразднено в 1968 году в связи с переселением населения в село Советское.

## География
Располагалось в горной части Магармкентского района, на границе с Сулейман-Стальским районом, в 2 км к востоку-северо-востоку от села Сальян.

## История
По данным на 1929 год село Махмуд-Кент состояло 61 хозяйства, в административном отношении входило в состав Целягюнского сельсовета Касумкентского района. С 1930-х годы в селе располагалось отделение колхоза «Серго». В 1968 года было принято решение о поэтапном переселении жителей села с гор на плосткость в совхоз «Фрунзенский» села Советское. Исключено из учётных данных указом ПВС ДАССР от 01.09.1968 г.

## Население
| Год     | 1895 | 1908 | 1926 | 1939 |
| ------- | ---- | ---- | ---- | ---- |
| человек | 413  | 394  | 205  | 392  |

По данным Всесоюзной переписи населения 1926 года, в национальной структуре населения лезгины составляли 100 %